# Кульчумский сельсовет
Кульчумский сельсовет — сельское поселение в Матвеевском районе Оренбургской области Российской Федерации.
Административный центр — село Кульчум.

## История
9 марта 2005 года в соответствии с законом Оренбургской области № 1904/312-III-ОЗ образовано сельское поселение Кульчумский сельсовет, установлены границы муниципального образования.

## Население
| 2010 | 2012 | 2013 | 2014 | 2015 | 2016 | 2017 |
| ---- | ---- | ---- | ---- | ---- | ---- | ---- |
| 317  | ↘308 | ↗321 | ↗328 | ↘321 | ↗327 | ↘322 |
| 2018 | 2019 | 2020 | 2021 |      |      |      |
| ↘310 | ↘299 | ↗303 | ↘302 |      |      |      |

## Состав сельского поселения
| № | Населённый пункт | Тип населённого пункта       | Население |
| - | ---------------- | ---------------------------- | --------- |
| 1 | Кульчум          | село, административный центр | ↘302      |